# Supermarine Seafang
Supermarine Seafang byl britský palubní stíhací letoun poháněný motorem Rolls-Royce Griffon vzniklý v období krátce po druhé světové válce u společnosti Supermarine podle specifikací Air Ministry N.5/45. Jednalo se o další vývoj slavného typu Spitfire a jeho následovníka Spiteful téže firmy, který byl britským leteckým historikem Alfredem Pricem označen za „příliš pozdní Spitfire“ (a Spitfire too far).

## Vznik a vývoj
Seafang byl v podstatě Supermarine Spiteful překonstruovaný pro operace z letadlových lodí Royal Navy přidáním přistávacího háku, motoricky sklopných vnějších částí křídla a protiběžných vrtulí eliminujících točivý moment vrtule. 12. března 1945 byly objednány dva prototypy Type 396 Seafang Mark 32, 7. května následovány objednávkou na 150 kusů prozatímní varianty Type 382 Seafang Mark 31, v zásadě pozemního Spitefulu pouze doplněného o přistávací hák, která měla urychlit pozdější rychlé zavedení plně navalizovaného Seafangu.
Jako první v roce 1946 vzlétl Seafang Mk.31 sériového čísla VG471. Ačkoliv objednávka verze Mk.31 zněla na 150 kusů, nakonec jich bylo dokončeno pouze 9, protože po skončení války ztratilo rychlé zavedení nového typu bojového letounu na naléhavosti.
První prototyp definitivní verze Mk.32, sériového čísla VB895, poprvé vzlétl v červnu 1946, vybavený motorem Griffon 89 o výkonu 2 350 hp (1 752 kW) pohánějícím dvojici třílistých protiběžných vrtulí. Týž letoun byl v srpnu 1946 představen Nizozemskému královskému námořnictvu na základně Valkenburg a v květnu 1947 s ním známý zkušební pilot Mike Lithgow provedl zkoušky přistání na palubě HMS Illustrious. 
Výkony typu nebyly považovány za tak zvětšené oproti Seafire F.47 aby byla zavedena jeho masová výroba, která by kolidovala s vývojem připravovaných námořních variant proudových stíhaček Meteor a Vampire, a jako dočasný palubní stíhač byl preferován Hawker Sea Fury, který měl také lepší letové vlastnosti při nízkých rychlostech.
Seafang F.31 sériového čísla VG474 byl vybaven motoricky ovládanými křidélky a protiběžnými vrtulemi, a posloužil při vývoji proudového stroje Supermarine Attacker, užívajícího laminární křídlo a podvozek z typu Spiteful.

## Varianty
Type 382 Seafang F.31
Prozatímní výrobní verze s motorem Griffon 61 o výkonu 2 375 hp (1 771 kW) a pětilistou plynule stavitelnou vrtulí Rotol. Objednáno 150 kusů z nichž bylo před zrušením objednávky postaveno jen 9.
Type 396 Seafang F.32
Definitivní výrobní varianta s motorem Griffon 89 o výkonu 2 350 hp (1 755 kW), třílistými protiběžnými vrtulemi, sklopným křídlem a zvětšenou zásobou paliva. Vznikly dva prototypy a pět sériových strojů.

## Uživatelé
- Spojené království
  - Fleet Air Arm

## Specifikace (Seafang 32)
Údaje podle a 

### Technické údaje
- Osádka: 1
- Délka: 10,39 m (34 stop a 1 palec)
- Rozpětí: 10,67 m (35 stop)
- Výška: 3,82 m (12 stop a 6½ palce)
- Nosná plocha: 19,5 m² (210 čtverečních stop)
- Prázdná hmotnost: 3 636 kg (8 000 liber)
- Vzletová hmotnost: 4 750 kg (10 450 lb)
- Pohonná jednotka: 1 × kapalinou chlazený dvanáctiválcový vidlicový motor Rolls-Royce Griffon 89
- Výkon pohonné jednotky:  2 350 hp (1 755 kW)

### Výkony
- Maximální rychlost: 765 km/h (413 uzlů, 475 mph)
- Dolet: 633  km (342 nm, 393 mil)
- Praktický dostup: 12 500 m (41 000 stop)
- Stoupavost: 23,5 m/s (4 630 stop za minutu)
- Plošné zatížení křídel: 243 kg/m² (49,8 lb/ft²)
- Poměr výkon/hmotnost: 0,243 kW/kg (0,148 hp/lb)

### Výzbroj
- 4 × 20mm kanón Hispano Mk.V
- 2 × 1 000lb (454kg) puma nebo
- 4 × 60lb neřízená raketa RP-3